# Kolento
Alexandr Malsh, còn được biết đến với biệt danh Kolento, là game thủ Hearthstone người Ukraina chuyên phát trực tuyến trên Twitch. Anh được đánh giá là một trong những người chơi Hearthstone hàng đầu. Malsh hiện ký hợp đồng thi đấu cho Cloud9.
Kolento trước đây từng tham gia thi đấu trong trò chơi World of Tanks, trước khi chuyển sang Hearthstone.